# The Backrooms

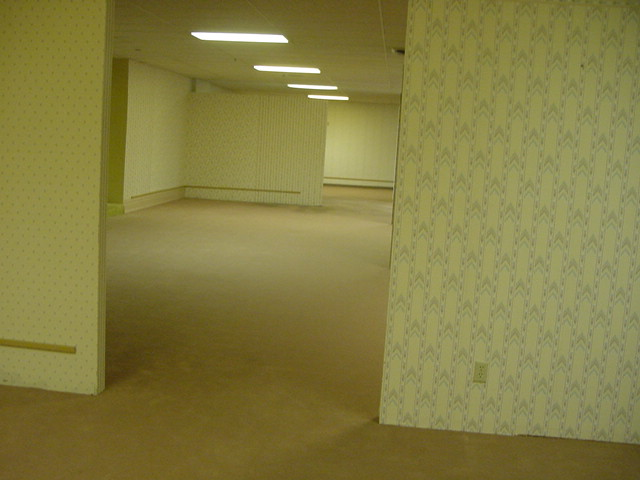
第一张被称为“Backrooms”的图片原圖

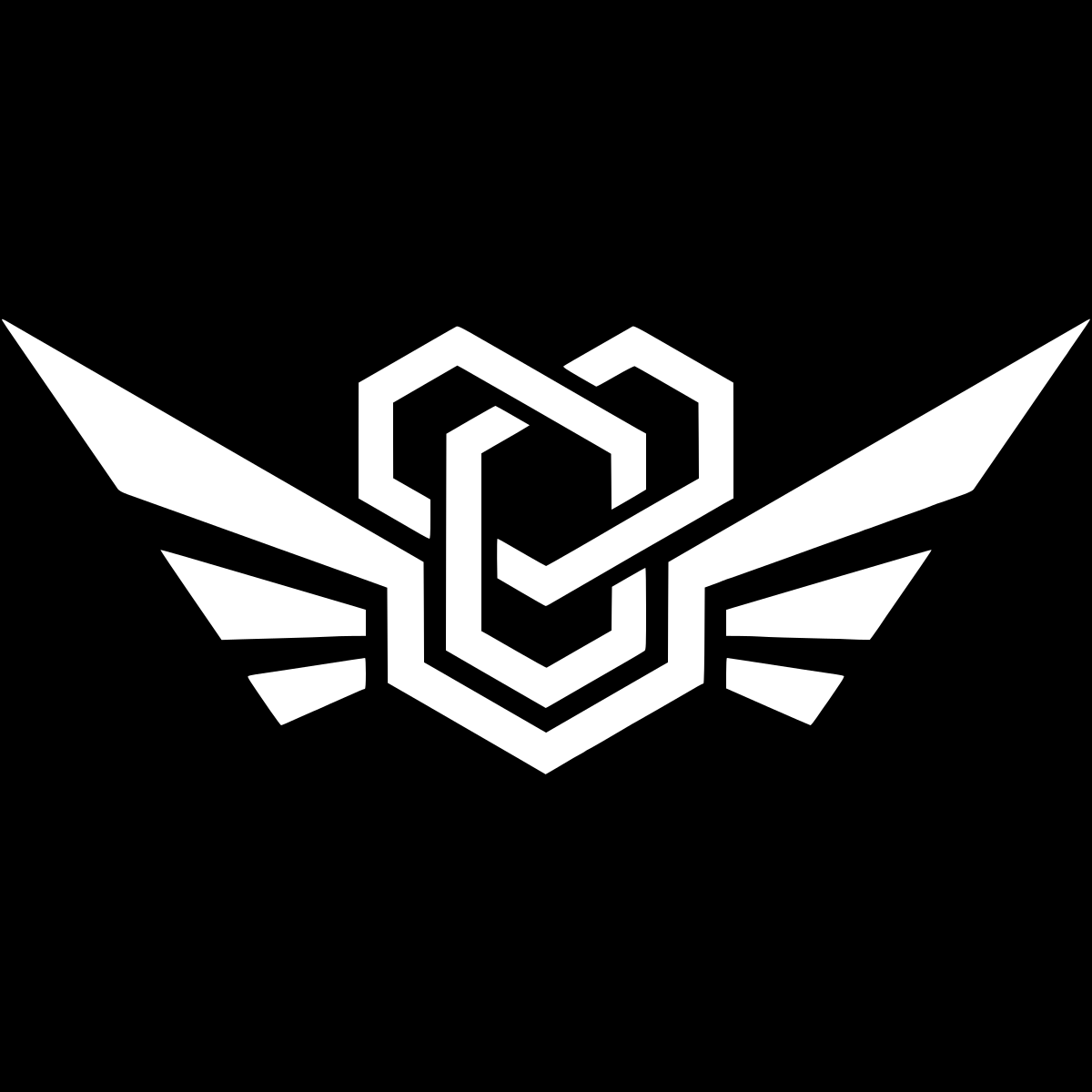
后室Wikidot站点使用的Logo

The Backrooms是一个網路小說和Creepypasta。起源於2019年一位匿名用戶在貼圖討論版網站4Chan發佈的一張圖片。Backrooms最初被描繪成一个由随机產生、大小不一的房间组成的辦公室迷宮，而人們只能透過「Noclipping（切入）」進入。Backrooms同時是閾限空間美學的著名例子。
隨著Backrooms的知名度增長，許多網路用戶開始基於原始的Creepypasta迭代，加入了不少虛構的「層級（英語：Level）」和居住在其中的「實體（英語：Entity）」，擴展原始概念。而Backrooms也衍生了一些電子遊戲、Wiki站點和Youtube影片。而其中，美國YouTuber凱恩·帕森斯在2022年製作的一系列Backrooms影片被認為在互聯網上普及了Backrooms的概念。

## 起源
这一概念最初来自4chan的一則討論串。2019年5月12日，一位匿名用戶在4chan的超自然現象版討論版（/x/）發佈一個新的討論串。主題是要求網友分享一些“令人不安、感觉哪里不对劲”的圖片。當時一位匿名用户發佈了一張使用荷蘭式鏡頭拍攝的照片，該照片正是Backrooms的原始照片。照片中顯示一個鋪著地毯的開放式大房間，牆壁上貼上了黃色壁紙，配上了螢光燈。
隨後有一名用戶將其命名為Backrooms，並且給出了第一個詳細的Backrooms描述：
|              | 假如你不小心在错误的地方从现实中切出，你最终将坠入后室，这里只有腐臭的潮湿地毯，令人发狂的单调黄色，荧光灯全力运作发出的永无止境的嗡鸣，还有令人深陷其中的大约六亿平方英里随机分割的空荡房间。倘若你听见有什么东西在附近徘徊，愿上帝保佑你吧，因为它一定也听见了你的声音……（原文如此） |
| ——匿名用戶， | |

最初，Backrooms原始照片的拍摄地和拍攝者不详；因此有人提出了一些可能的地点，也有人提出可能该图像是程式產生的AI图片的看法。最後，Backrooms原始照片被發現是來自於一個2003年的網站，該網站展示美國威斯康辛州奥什科什一處為了舉辦遙控車比賽而正在翻新的業餘愛好者商店。

## 發展
在4chan的討論串和Backrooms原始圖片發佈過後，有用戶開始使用社交媒體Reddit的子板塊「r/creepypasta」和「r/backrooms」分享有關Backrooms的故事。一個圍繞Backrooms的粉絲群體開始發展起來，一些網路用戶創造了不少虛構的Backrooms「層級（英語：Level）」和居住在其中的「實體（英語：Entity）」。例如Level 1，一個充滿機械噪音的層級，地毯和牆壁都被混凝土取代，在該樓層的實體數量較為多，有較多的幸存者營地。而「實體」是對存在於Backrooms之怪物的統稱.
但隨著社群不斷設計新的層級，Backrooms社群內出現分歧，一些喜歡Backrooms原始版本的成員分裂出來。並且建立了另一個子板塊「r/TrueBackrooms」，該子板塊只專注於原始圖片的外觀，從不參與Backrooms衍生小說，該子板塊目前擁有約1.5萬名成員。而截至2022年，子板塊「r/backrooms」擁有超過15.7萬名會員。
美国广播公司在報道中指出，Backrooms與圍繞現有財產出現的同人圈不同，「規範」的故事講述（指Backrooms）和同人小說之間有明顯的區別，使「真實的故事講述和笑話之間劃清界線更加困難」。作家兼電影製片人薩曼莎·柯普形容上述情況為「原教旨主義者、純粹主義者和擴張主義者之間的某種鬥爭」。
另外，Backrooms粉絲透過在Twitter，YouTube和TikTok上上傳影片，令粉絲群穩步擴展到其他平台。

## 反响

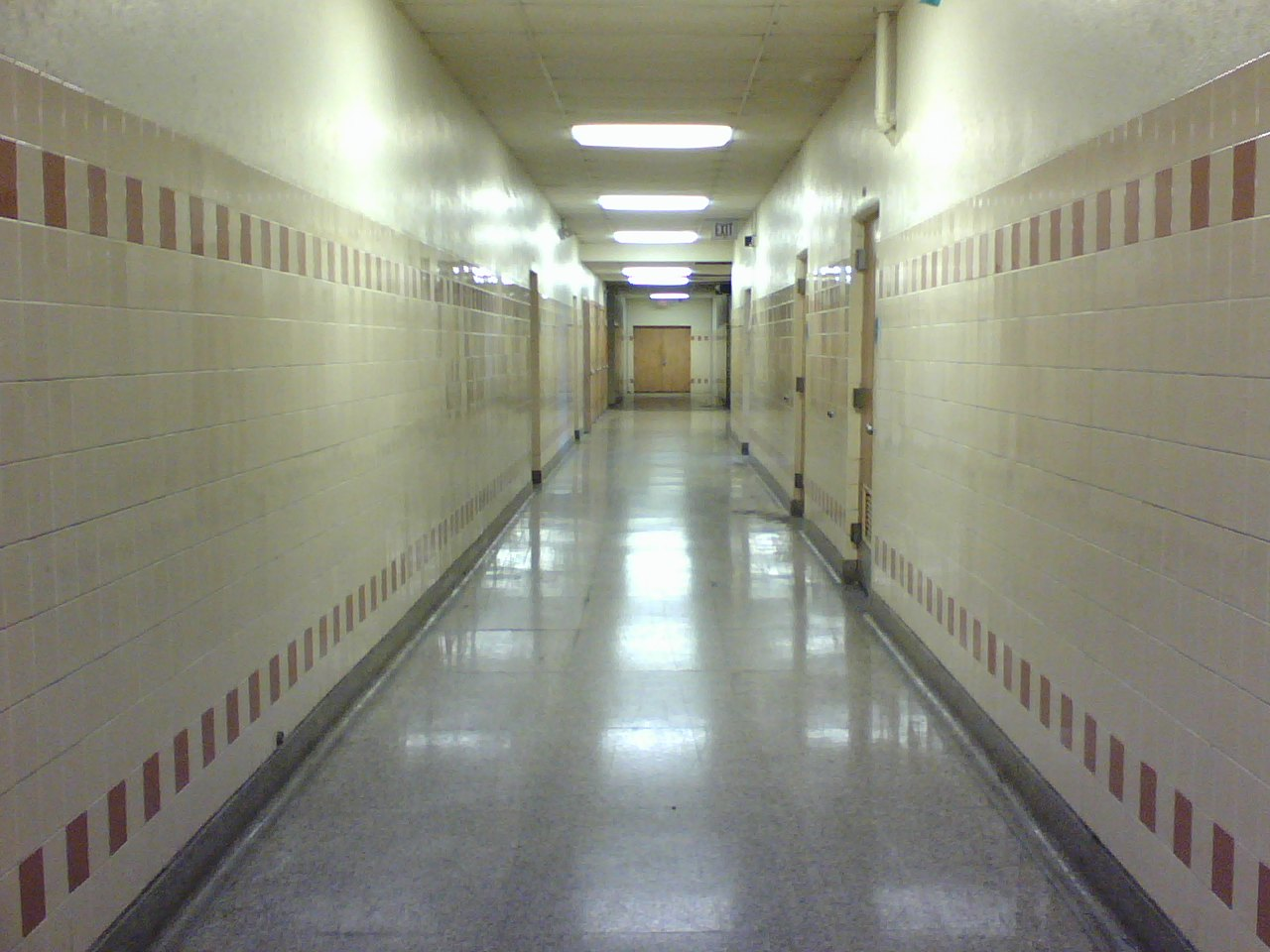
后室的人气很大程度上得益于互联网上阈限空间美学的流行，其具体表现形式为“阴森、无人居住空间的图像”，例如本图內空空如也的学校走廊

后室很快在作家和網路间流传开来。后室亦被称为互联网上最著名的阈限空间之一，其使用的图片唤起了人们的“帶有恐懼與不安的懷舊感、迷茫感以及不确定感”“#阈限空间”等tag在包括TikTok在内的各类社群媒體上使用了超过1亿次。

## 改編

### 電視劇
2022年10月27日，韩国電視台Genie TV推出的電視劇《恐怖午夜：6夜》，其中由鄭多恩主演的最後一集改編自後室題材。

### 電影
2023年2月6日，A24宣布他們正在製作由帕森斯執導的後室電影改編版。羅伯托·帕蒂諾將編寫劇本，溫子仁和原子怪獸影業的麥可·克利爾（Michael Clear）與肖恩·利維、丹·科恩（Dan Cohen）、21圈娛樂的丹·萊文（Dan Levine）將擔任監製。

### 电子游戏
后室被改编成许多电子游戏，这些游戏大多发布于Steam和Roblox平台。一个独立游戏由Pie on a Plate Productions在最初的惊悚小说发布两个月后发布， 并因其气氛而受到积极评价，但因其长度较短而受到批评。其他许多作品，如《Enter the Backrooms》、《Noclipped》和《The Backrooms Project》，在随后几年内发行。